# Manuel Ángel Conejero
Manuel Ángel Conejero Tomás (Chirivella, Valencia, 5 de marzo de 1943), que firma desde la década de 1990 como Manuel Ángel Conejero-Tomás Dionís-Bayer, es un filólogo español, experto en la obra de William Shakespeare y su traductor al español. Ha sido catedrático de Filología inglesa en la Universidad de Valencia y es fundador del Instituto Shakespeare, además de teórico, maestro de arte dramático y poeta.

## Biografía
Su vinculación con las artes escénicas se remonta a sus años de estudio de Bachillerato en el Colegio de San José de Valencia (jesuitas), donde comienza a perfilarse su vocación por la lengua inglesa y el teatro. A principio de los años 60 compagina sus estudios de arte dramático en el Teatro Español Universitario, bajo la dirección de Josep María Morera y cursa estudios de Filología Inglesa en la Facultad de Filosofía y Letras de la Universidad de Valencia. Obtiene la licenciatura en 1965 y se incorpora como docente de esta institución para impartir clase de Literatura en lengua inglesa. En 1974 se doctora, bajo la supervisión del profesor Cándido Pérez Gallego, catedrático de Literatura Inglesa de la Universidad de Zaragoza, con una tesis titulada La expresión del sentimiento amoroso en Shakespeare. Desde 1979 a 2003 ocupa la cátedra de Literatura en lengua inglesa de la Universidad de Valencia, desde la que impulsa la creación y dirección de un grupo de traducción colectivo denominado Instituto Shakespeare desde el 14 de marzo de 1981 hasta la actualidad.

## Ensayo y crítica literaria
Sus trabajos como ensayista y crítico literario se inician con una serie de estudios monográficos sobre el arte dramático renacentista. Posteriormente van a girar en torno a tres ejes: la teoría de la traducción, la teoría y práctica de la actuación escénica y la semiótica teatral. A lo largo de estos años ha intentado hacer una aportación genuina al arte de interpretar, caracteriza por situar el centro de la emoción en la palabra, el texto del autor.

### Ensayos
- La expresión del sentimiento amoroso en Shakespeare (tesis doctoral).
- Notas sobre el arte dramático isabelino.
- El problema de la no comunicación en "Othello" de Shakespeare.
- Tema del honor en el teatro posterior a Shakespeare.
- Pasos hacia la consolidación del teatro en Inglaterra: de los "Ciclos" y "Moralidades" a Shakespeare.
- Actor en la Inglaterra de finales siglo XVI y principios XVII.
- Notas sobre el arte dramático isabelino.
- Apunte para una primera lectura de los sonetos de Shakespeare.
- Incesto como forma de enfrentamiento al poder en el teatro carolino.
- Hombre y mujer, esposo y esposa en la época de Shakespeare.
- Escenari d'espills, un estudi de l'entropia a Shakespeare.
- The Honest Whore de Thomas Dekker : un caso de desamor en el teatro inglés de principios del siglo XVII.
- Tres "Patterns" del matrimonio en la literatura inglesa de finales del s. XVI y principios del XVII.
- Shakespeare: orden y caos.
- Eros Adolescente: La construcción estética en Shakespeare.
- Reescriptura espiritual per al poble : aproximació a tres traduccions religioses del segle XV al valencià.
- La escena, el sueño y la palabra: apunte shakespeariano.
- Rhetoric, Theatre and translation.
- El rumor de la vida.
- El actor y la palabra: breviario para actores.
- Los cuadernos secretos de Próspero: Eros adolescente y otros escritos.
- El Actor, el Texto, el Deseo.

 La Mansedumbre del Lobo.
 Dioses Nocturnos

### Encuentros Shakespeare
A partir de 1972, y en estrecha colaboración del profesor Cándido Pérez Gallego, el Instituto Shakespeare de Valencia se convierte en un lugar de reunión para especialistas de todo el mundo donde se reflexiona sobre la obra del dramaturgo inglés y sobre la teoría y la práctica del teatro. 
- En torno a Shakespeare I: Homenaje a T. J. B. Spencer (1980)
- En torno a Shakespeare II (1982)
- En torno a Shakespeare III (1987)
- En torno a Shakespeare IV - V (1992)

### Traducciones
Por lo que respecta a las traducciones que, hasta el momento, ha editado el colectivo dirigido por el profesor Conejero en el Instituto Shakespeare, destacan:
- Othello (1985)
- Macbeth (1987)
- Romeo y Julieta (1988)
- El Rey Lear (1989)
- El Mercader de Venecia (1990)
- Como gustéis (1990)
- Noche de Reyes (1991)
- Hamlet (1992)
- La Tempestad (1994)
- Ricardo II (1997)
- Coriolano (2003)
- Antonio y Cleopatra (2001)
- La Comedia de los Errores (2008)
- Sueño de una noche de verano (2011)
- Sonetos, edición de Jenaro Talens y Richard Waswo (2014)
- Medyda, por Medida (2015)
- Julio Cesar (en preparación)

### Otras traducciones
- Seis personajes en busca de autor [Sei personaggi in cerca d'autore], de Luigi Pirandello, para una producción de Andrea D'Odorico, dirigida por Miguel Narros. Valencia: Fundación Shakespeare de España, 1980.
- Cuando llegue tu momento [The Time of Your Life], de William Saroyan, para una producción de RTVE (Radiotelevisión Española) en 1982
- El jardín de los cerezos [The Cherry Orchard], de Anton Chejov, para una producción de Juli Leal en 1983.
- La gata sobre el tejado de zinc caliente [A Cat on a Hot Tin Roof], de Tennessee Williams. Valencia: Els Teatres de la Generalitat Valenciana, dirigida por Mario Gas en 1995.

El profesor Conejero lleva más de cincuenta años dedicado a la docencia teatral y ha impartido cursos para actores y/o conferencias en Londres (National Youth Theatre of Great Britain, Central School of Speech and Drama), en La Habana (ISA y Universidad Politécnica,CUJAE), en Bogotá (Casa del Teatro Nacional y Teatro Libre) y en Venezuela (Veneteatro). Actualmente el profesor Conejero centra su actividad en la formación profesional de actores en la Escuela de Actores de La Fundación Shakespeare y en la puesta en escena de espectáculos.
La formación de actores es hoy su tarea prioritaria, una vez que el proyecto de traducción de la obra de Shakespeare es una realidad consolidada. Con el profesor Conejero se han formado muchos actores de prestigio nacional e internacional (entre los que figuran Daniel Craig, Sergio Peris-Mencheta, Alejo Sauras, Ana Arias o Enrique Arce… entre otros). Como dramaturgo, es autor de obras como Teatro del amor maldito y Dioses nocturnos. Ha puesto en escena las obras: Locos por Romeo y Julieta, Hamlet, Hamlet, Sueño de una noche de verano y La Rosa y la Espina.

## Reconocimientos
El Ayuntamiento de Chirivella, rotuló una calle —Carrer dels Germans Conejero-Tomàs— dedicada a él y a su hermano, el profesor Vicente Conejero. Calle donde tiene su sede administrativa, a título simbólico, la Fundación Shakespeare de España. 
Su vertiente como investigador y traductor de la obra shakesperiana le valió el título de Oficial del Imperio Británico, concedido por la reina Isabel II del Reino Unido.